# Steuerspannung
Die Control Voltage, deutsch Steuerspannung, dient bei analogen Synthesizern und hier vor allem den modularen Synthesizern dazu, die verschiedenen Parameter eines Klanges zu kontrollieren. Die auch unter der Abkürzung CV/Gate bekannte Technologie wird verwendet, um zum Beispiel An/Aus, Tonhöhe, Lautstärke und Grad oder Güte der Filterung zu steuern.
Systematisch eingeführt und erfolgreich verbreitet wurde dieses Prinzip mit dem Verkauf der Synthesizer von Robert Moog. Aber auch zahlreiche andere Geräte wie Arp-Synthesizer, Korg MS10/20, EMS und Crumar nutzten diese Technologie. Mit Patchbays konnte man bei manchen Geräten alles frei verschalten.
In den 1980er Jahren wurde diese analoge Kontrollmethode weitgehend durch die Einführung des MIDI Protokolls verdrängt. Mit dem Einzug der Digitalisierung sind auch zunächst die entsprechenden Musikinstrumente verschwunden, erhielten jedoch in der Techno-Ära in den 1990er Jahren ein kurzes Revival. Hier insbesondere durch den Roland TB-303. Auch konnte diverse Bühnenbeleuchtung über CV/Gate angesteuert werden, wie zum Beispiel Stroboskoplampen.
Ein großer Vorteil der analogen Kontrolle ist die hohe Auflösung. Während MIDI mit 7 Bits gerade mal eine Auflösung in 128 Stufen bietet, ist eine analoge Auflösung nahezu unendlich. Ein weiterer großer Unterschied ist, dass bei der Steuerspannung nicht zwischen Kontroll- und Audiosignalen differenziert wird. Somit können Audiosignale als Steuerspannung genutzt werden und umgekehrt genauso. Unter MIDI sind diese in getrennte Welten aufgeteilt.
Moderne Software-Synthesizer wie Reason erlauben heutzutage, eine analoge Steuerung virtueller Module zu simulieren, zum Beispiel, um nicht nur das An und Aus einer Note zu bewirken, sondern auch die Anschlagsstärke zu bestimmen.
Im Jahre 2009 veröffentlichte Mark of the Unicorn (MOTU) mit Volta ein virtuelles Instrument als Plug-in, das die präzise Kontrolle spannungsgesteuerter Instrumente über Musiksoftware ermöglicht.